# Erismadelphus
Erismadelphus är ett släkte av tvåhjärtbladiga växter. Erismadelphus ingår i familjen Vochysiaceae.
Kladogram enligt Catalogue of Life:
| Erismadelphus | \| \| Erismadelphus exsul \| \| \| \| \| \| Erismadelphus sessilis \| \| \| \| |
|               | \| \| Erismadelphus exsul \| \| \| \| \| \| Erismadelphus sessilis \| \| \| \| |
|               | Callisthene                                                                    |
|               |                                                                                |
|               | Erisma                                                                         |
|               |                                                                                |
|               | Korupodendron                                                                  |
|               |                                                                                |
|               | Qualea                                                                         |
|               |                                                                                |
|               | Salvertia                                                                      |
|               |                                                                                |
|               | Vochysia                                                                       |
|               |                                                                                |
|               | Erismadelphus exsul                                                            |
|               |                                                                                |
|               | Erismadelphus sessilis                                                         |
|               |                                                                                |

|  | Erismadelphus exsul    |
|  |                        |
|  | Erismadelphus sessilis |
|  |                        |